# Tachybaptus rufolavatus
Tachybaptus rufolavatus là một loài chim lặn đặc hữu hồ Alaotra và các hồ xung quanh ở Madagascar. Lần cuối người ta nhìn thấy nó (có thể đã là một con lai với le hôi) là vào năm 1985 và loài này đã được công bố là đã tuyệt chủng năm 2010. Chỉ có một bức ảnh chụp loài này được biết đến còn tồn tại.
Loài chim này dài khoảng 10 inch (25 cm). Khả năng có thể bay đường dài được tin là bị hạn chế bởi đôi cánh nhỏ.
Loài này giảm sút trong thế kỷ 20 chủ yếu là do sự phá hủy môi trường sống, mắc lưới và bị săn bắt bởi loài cá lóc nhập nội (Channa striata).

## Hình ảnh

Hình ảnh duy nhất được biết đến của le Alaotra trong hoang dãHình ảnh duy nhất được biết đến của le Alaotra trong hoang dã